# Denny Borsboom
Denny Borsboom (ur. 1973) – holenderski psycholog i psychometra, profesor Uniwersytetu w Amsterdamie. Autor pionierskich prac dotyczących zastosowania teorii sieci (ang. network theory) do badania zaburzeń psychicznych i ich symptomów.

## Sieciowa teoria zaburzeń psychicznych
W swojej sieciowej teorii zaburzeń psychicznych Borsboom sformułował cztery podstawowe zasady:

1. Złożoność: Najlepszym sposobem zdefiniowania zaburzeń psychicznych jest przedstawienie ich w kategorii interakcji pomiędzy różnymi elementami sieci o charakterze psychopatologicznym.

2. Zgodność symptomu i elementu: Elementy w psychopatologicznej sieci odpowiadają problemom, które w ubiegłym stuleciu zostały skodyfikowane jako objawy i jako takie pojawiają się w aktualnych podręcznikach diagnostycznych.

3. Bezpośrednie powiązania przyczynowe: Struktura sieci jest generowana poprzez wzorzec bezpośrednich powiązań przyczynowych między objawami.

4. Zaburzenia psychiczne mają strukturę sieciową: Sieć psychopatologiczna ma nietrywialną topologię, w której pewne objawy są ze sobą ściślej powiązane niż inne. Te grupy objawów dają początek fenomenologicznej manifestacji zaburzeń psychicznych w postaci grup objawów, które często pojawiają się razem.

## Publikacje książkowe
- Measuring the Mind: Conceptual Issues in Contemporary Psychometrics (2005)